# Peace revolution
Peace Revolution (en español Revolución de la paz) es una plataforma de meditación en línea dirigida a jóvenes adultos que se centra en atención plena y actividades de construcción de paz.
La idea en la que se basa la plataforma es que la paz mundial sostenible sólo puede establecerse alcanzando primero la atención plena, o la paz interior, a nivel individual; después de lo cual la paz se puede lograr al nivel de la comunidad y mayor. Esto es expresado a través del lema de Peace Revolution Peace In, Peace Out (PIPO).
Peace Revolution opera una serie de actividades y programas ejecutados a través de su sitio web para facilitar este objetivo.  Aunque la plataforma tiene una orientación secular, se basa en los principios del budismo. Los monjes budistas de Tailandia a menudo son invitados a dirigir actividades orientadas a la meditación.

## Historia
Peace Revolution fue establecida en 2008 por the World Peace Initiative, una organización sin fines de lucro fundada en Hong Kong, pero que opera en gran parte desde Tailandia. La idea inicial para la creación del sitio web era que con los avances actuales en la educación moderna, el enfoque en la paz interior se había vuelto menos importante. Con una creciente disponibilidad de conexiones a Internet en todo el mundo, la meditación podría introducirse fácilmente de esta manera. World Peace Initiative y Peace Revolution han establecido alianzas con otras organizaciones de consolidación de la paz a nivel internacional, incluida la Comisión Europea.
A partir de 2016, la plataforma tenía 87,521 participantes, de 235 países y territorios y había organizado 104 eventos en todo el mundo. Las operaciones de la plataforma son mantenidas por una red mundial conectada a través del sitio web de Peace Revolution.

## Actividades

### Programa de meditación en línea
Peace Revolution dirige un programa de autodesarrollo en línea de cuarenta y dos días basado en su filosofía "Peace In, Peace Out", que se centra en la meditación y otras actividades para la autorreflexión. El tema tratado es la incorporación de la meditación en la vida cotidiana, la relación entre cuerpo y mente, la formación de hábitos, una cultura de paz y resolución de conflictos.
La meditación, denominada Tiempo de Paz Interior por la plataforma, constituye el tema central de las actividades de Peace Revolution. Según los portavoces de la plataforma, la meditación puede mejorar la salud física, sus hábitos y comportamiento, la comunicación social, y, finalmente, puede afectar al mundo en general de una manera positiva. La técnica de meditación que la plataforma utiliza es la meditación Dhammakaya, citando su simplicidad.

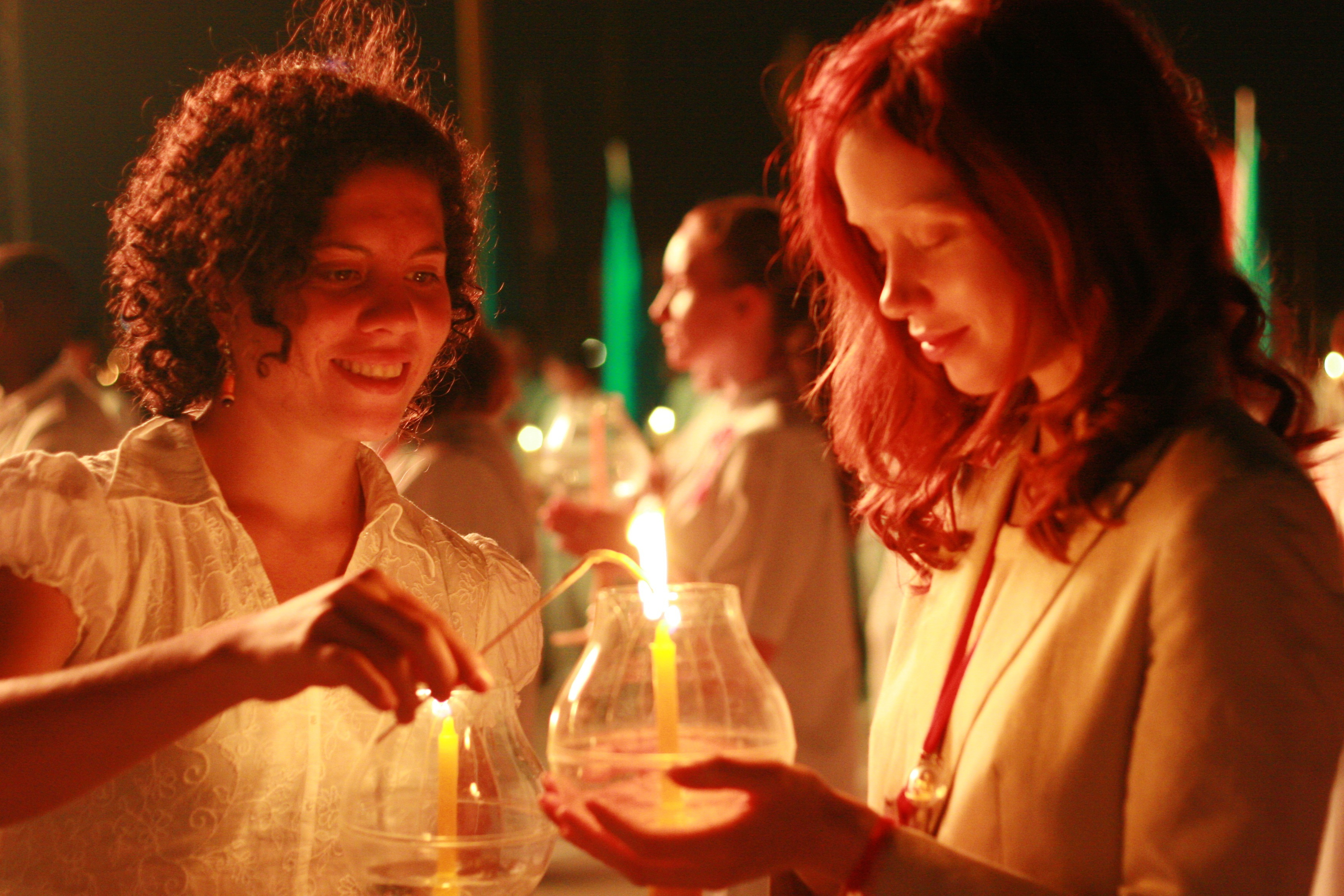
El primer programa Peace Revolution.

El sitio web de Peace Revolution ofrece numerosos recursos gratuitos en línea para facilitar la práctica de la meditación, esto incluye el programa de desarrollo personal de cuarenta y dos días de Peace Revolution, que incluye meditaciones guiadas, así como un paseo escrito sobre la meditación, videos que destacan consejos para la meditación, y varias meditaciones guiadas en varios idiomas disponibles para el público en cualquier momento. Peace Revolution es también anfitrión del "Moon Fest", una transmisión global en vivo en línea de meditación guiada cuatro veces al mes, presentado durante fases específicas de la luna. parte de la meditación, el programa de auto-desarrollo también se centra en la enseñanza de la ética y la forma de desarrollar buenos hábitos. Los voluntarios conocidos como Peace coaches ayudan a guiar a los participantes a través del programa mediante comunicación en línea.
Los componentes offline del programa incluyen asignaciones especiales que los participantes completan en su propio entorno, llamado Special Ops. Tales eventos incluyen invitar a otros a meditar, y arte colaborativo o proyectos de servicio comunitario con el tema de la paz interior. Peace Revolution Special Ops y los eventos de meditación en línea se han llevado a cabo en una amplia gama de escenarios, como en los campamentos de refugiados para niños africanos y en la televisión nacional albanesa.

## Becas y Cumbres
Peace Revolution ofrece numerosas becas alrededor del mundo, con frecuencia gratuitas, para participantes elegibles que hayan completado todo o parte del programa en línea de cuarenta y dos días y hayan completado un número de Special Ops. La beca internacional es llevada a cabo en Tailandia. Las becas de Peace Revolution típicamente están en un rango desde tres hasta catorce días e incluye retiro de meditación y talleres basados en el concepto PIPO. Participantes de cualquier edad son elegibles para aplicar por las becas, pero solo los jóvenes adultos con edades entre veinte y treinta y dos son elegibles para patrocinio del ticket aéreo.
Peace Revolution es una organización activa en varias cumbres por la paz en el mundo, apoyado por la World Peace Initiative y frecuentemente en alianza con organizaciones locales. Las cumbres típicamente duran cuatro días y ofrecen numerosos ponentes invitados de la World Peace Initiative, así como ponentes de diferentes organizaciones relacionadas de esa región. Los tópicos típicamente discutidos en las cumbres por la paz incluyen construcción por la paz, problemas específicos relevantes a la región, y los beneficios de la meditación. Estas cumbres ofrecen talleres enfocados en liderazgo, éticas, y la filosofía PIPO.

## Peace on Demand
Los eventos de Peace On Demand (también llamado evento PIPO) son eventos que patrocina Peace Revolution para participantes que desean organizar sus propios eventos de meditación y talleres en sus áreas locales. Peace Revolution ayuda a organizar estos eventos y provee instructores de meditación entrenados que ayudan a facilitar y guiar. Los instructores provistos por los eventos de Peace On Demand incluyen monjes budistas y Peace Architects, participantes involucrados por Peace Revolution que han sido certificados para guiar meditaciones y guiar esos talleres.
El primer evento de Peace On Demand de Peace Revolution fue realizado en Egipto en el 2010 durante el Día Internacional de la Paz. En los siguientes años, numerosos eventos de Peace On Demand han sido organizados en el mundo, con eventos sostenidos en cuarenta y seis diferentes países en el 2015. Los escenarios para los eventos PIPO que han sido sostenidos incluyen compañías para proveer entrenamiento a sus empleados, y en universidades, escuelas y prisiones. Algunos eventos notables de Peace On Demand que han sido organizados incluyen un evento en el Muea-Buea, en Camerún, para conmemorar a las víctimas después de la bomba de Boko Haram en el 2015 y un evento que tomó lugar durante un festival de cine enfatizando los derechos humanos en Barcelona.  Los voluntarios de Peace Revolution también han organizado caminatas por la paz.

## Estructura
La plataforma y sus programas son llevados por sus empleados, internos y un gran número de voluntarios en el mundo. Peace Revolution tiene su propio sistema de clasificación para organizar su gran red de participantes y voluntarios.
| Clasificación   | Descripción |
| --------------- | --- |
| Peace Rebel     | Los Peace Rebels son individuos que han creado su cuenta en línea en Peace Revolution y participan en el programa, y son así llamados porque toda revolución está conformada de rebeldes y estos son las personas que componen la revolución por la paz (Peace Revolution). |
| Peace Agent     | Los Peace Agents son Peace Rebels que han completado una beca de catorce días y son participantes activos en Peace Revolution. |
| Peace Coach     | Peace Coaches son aquellos individuos que han sido entrenados para guiar a los Peace Rebels en su meditación así como para ayudarles a conseguir los objetivos de desarrollo personal marcados por Peace Revolution, cómo crear buenos hábitos de vida. Aquellos que se han cualificado como Peace Agents, que cuentan con una amplia experiencia de meditación y han sido entrenados en los objetivos de Peace Revolution, son quienes acaban siendo reclutados como Peace Coaches. |
| Peace Architect | Los Peace Architects son individuos que están licenciados por Peace Revolution como instructores certificados de meditación y están calificados para diseñar y realizar talleres de construcción por la paz. Para convertirse en un Peace Architect uno debe pasar por el Entrenamiento de Peace Architect y pasar el Test de Peace Architect para obtener una licencia que es válida por un año.                                                                                    |